# Cerasella/Sarrà chi sa...!
Cerasella è un singolo della cantante italiana Gloria Christian, pubblicato nel 1959 su 45 giri dalla Vis Radio.
Il brano è stato composto da Enzo Bonagura, Dante Pinzauti (Danpa) ed Eros Sciorilli.
La canzone è stata presentata in coppia da Gloria Christian e Wilma De Angelis, alla settima edizione del Festival di Napoli, ottenendo poi un immediato successo commerciale, raggiungendo il sesto posto nella hit parade italiana.
La canzone, è un ritratto di un adolescente ingenua e dispettosa, è stata descritta come "fresca e leggera".
Successivamente fu reinterpretato da numerosi artisti, tra cui Claudio Villa, Giacomo Rondinella, Gino Latilla & Carla Boni, Aurelio Fierro, Fausto Cigliano, Shani Wallis, Renzo Arbore.
La canzone ha anche ispirato un film omonimo, diretto da Raffaello Matarazzo e interpretato da Claudia Mori e Mario Girotti.

## Tracce
1. Cerasella (testo: Enzo Bonagura, Danpa, Eros Sciorilli)
2. Sarrà Chi Sa...! (testo: Gino Conte, Roberto Murolo)